# Timon og Pumba
|  | For tv-serien, se Timon & Pumba |
Timon og Pumba er en fiktiv tegnefilmsduo bestående af en surikat og et vortesvin. De blev introduceret i Disneys populære animationsfilm Løvernes Konge fra 1994. Timon blev i sine mange optrædener på engelsk stemmelagt af skuespilleren Nathan Lane (i alle tre film og tidligere afsnit af tv-serien), Max Casella (også stemme til Daxter fra Playstationspillet Jak and Daxter), Quinton Flynn (i bestemte afsnit af tv-serien, også kendt som stemmen til Raiden i spilserien Metal Gear Solid(2).), Kevin Schon (i bestemte afsnit af tv-serien) og James Arnold Taylor (i Kingdom Hearts 2), mens Pumba fik stemme af Ernie Sabella (i alle hans animerede stemmeoptrædener) og blev portrætteret af Tom Alan Robbins i den originale produktion af Broadway musicalen Løvernes Konge. Nathan Lane og Ernie Sabella gik til audition til rollerne som hyænerne, men da producerne så hvor godt de virkede sammen, bestemte de at give dem rollerne som Timon og Pumba.[kilde mangler] I de danske versioner har Timon fået lagt stemme af skuespilleren Henrik Koefoed og Pumba af dubberen Lars Thiesgaard i alle de danske optrædener.
Som så mange fiktive karakterer i Løvernes Konge, stammer Pumbas navn fra Kiswahili. Hans navn betyder "skødesløs".[kilde mangler] Timons navn er en af de få karakterers navne, der ikke har nogen betydning på Kiswahili, selvom det betyder "ham der respekterer" på græsk.[kilde mangler] Hans navn stammer muligvis også fra William Shakespeares tragedie "Timon of Athens," en reference til det Shakespearske hjemsted af filmens handling. Hans efternavn bliver afsløret som Berkowitz i Disney tv-serien Timon & Pumba.
De er blandt Disneys mest elskede figurer[kilde mangler] på grund af deres komiske talent og musikalske egenskaber. Timon er kendt for at kalde Pumbas idéer for sine egne, mens Pumba har en ubehagelig lugt omkring sig – og kan prale af at kunne prutte så kraftigt, at han kan rydde en hel savane efter et godt måltid. Men Pumba er også en barsk kriger, der går i kamp som en murbrækker, og angriber hårdt hvis nogen, der ikke er hans ven, kalder ham "et svin". Der er også blevet afsløret, at Pumbas efternavn er Smith i tv-serien, og at Timon's efternavn er Berkowitz.

## Løvernes Konge
Timon og Pumba er på engelsk spillet af Nathan Lane og Ernie Sabella i filmen fra 1994, mens Henrik Koefoed og Lars Thiesgaard som altid har rollerne i de danske versioner. De er de bedste venner og beskyttere af Simba, Løvernes Konge af Pride Lands. De fandt Simba som en løveunge i ørkenen, og reddede ham fra, at dø af tørst. De opfostrede Simba med deres livsfilosofi "Hakuna Matata", der betyder "tag det roligt". De levede med Simba i deres hjem i oasen indtil Nala, Simbas barndomsveninde, kom og fandt ham. Efter at have forladt Simbas virkelige identitet som konge, fulgte de to ham til Kongeslætten for at kæmpe mod Scar og hyænerne.

## Løvernes Konge 2: Simbas Stolthed
Timon og Pumba har fået bopæl på Kongesletten. De tjener som hjælpere til Simba, og er ofte indkaldt til, at skulde holde øje med hans eventyrlystige datter Kiara. Timon og Pumba lærer også Kovu, Kiaras nye kæreste der er halvsøn af Scar, hvordan man har det sjovt. Kovus mor, Zira, bærer nag over Scars død, og tillader derfor ikke forholdet mellem Kovu og Kiara. Simba er bange for at Kovu vil gøre Kiara ondt, og bortviser ham fra området. Had fra begge slægter ender i en voldsom krig, Ziras tropper er ved at vinde, da Kovu og Kiara springer ind i mellem deres forældre, og stopper kampen. Simba stopper, men Zira vil ikke opgive. Hun kaster sig frem, men bliver slået væk af Kiara. De ender på en klippeafsats med en flod under. Zira hænger på den sidste klippe. Kiara vil ikke lade hende styrte i døden, og rækker hende hjælp. Zira afslår, på grund af sit had, og styrter i floden...

## Andre optrædener
- A Snake in the Grass fra bogserien The Lion King: Six New Adventures.
- De optræder i kogebogen til Kellogg's morgenmad "Mud & Bugs".
- De havde jævne optrædener i den animerede Disney tv-serie Hos Mickey (2001-2003).
- Timon optrådte angiveligt i Virtual Magic Carpet Ride spillet, samt på 2 disks udgaven Aladdin Platinum Edition DVD fra 2004.
- De genoptager deres roller fra Løvernes Konge i videospillet Kingdom Hearts II fra 2005. De bryder ind i kamp mod hyænerne , og bliver reddet af spillets hovedperson Sora, Anders And og Fedtmule. Pumba beviser senere sit mod ved at stå mellem en gravid Nala og Scars "spøgelse".
- Timon og Pumbaa er også maskotter brugt i Disney World til at hjælpe børn og forældre til at forstå deres sikkerhedsspørgsmål i Disney parkerne. Det er også inde på Disneys sikkerheds webside, der blev lavet i forbindelse med Animax Entertainment.
- I Klokkeren fra Notre Dame, ser man to mænd bære på en død Pumba.
- I Aladdin og de fyrretyve røvere, forvandler Genie sig til Pumba i en scene, og kommenterer efterfølgende flovt "Det var da vist en replik fra Løvernes konge".